# WizardWorks
WizardWorks Group, Inc. fue un desarrollador y editor de videojuegos estadounidense con sede en Minneapolis, Minnesota. La empresa se fundó en 1980 y en 1993, WizardWorks abrió las divisiones CompuWorks y MacSoft. En 1996, GT Interactive adquirió WizardWorks para formar parte de GT Value Products, que luego fue abandonado. Mediante adquisiciones, GT Interactive se convirtió en Infogrames, Inc. y más tarde en Atari, Inc. El 29 de marzo de 2004, Atari, Inc. cerró todas las operaciones de WizardWorks e incorporó proyectos destacados a su rama editorial en Beverly, Massachusetts.

## Juegos publicados
- Advanced Dungeons & Dragons: Collectors Edition
- Beach Head 2000
- Blake Stone: Aliens of Gold
- Carnivores
- Carnivores 2
- Carnivores Ice Age
- Casper
- Championship Pool
- Chasm: The Rift
- Claw
- D!ZONE
- Damage Incorporated
- Deer Hunter
- Deer Hunter 2: Monster Buck Pack
- Deer Hunter 2
- Deer Hunter 3 Gold
- Deer Hunter 3
- Deer Hunter 4
- Deer Hunter 5: Tracking Trophies
- Dirt Track Racing: Sprint Cars
- Dirt Track Racing: Australia
- Dirt Track Racing
- Duke: Nuclear Winter
- Duke: The Apocalypse
- Duke!ZONE
- Duke!ZONE II
- Duke Assault
- Duke Caribbean: Life's a Beach
- Duke it out in D.C.
- Duke Nukem II
- Duke Xtreme
- Emergency: Fighters for Life
- Fun Pack 3D
- H!ZONE
- Hell to Pay
- Harley-Davidson: Race Across America
- In Pursuit of Greed
- Innova Disc Golf
- Leadfoot
- Montezuma's Return
- Ozzie's Forest
- Perdition's Gate
- Phantasie III: The Wrath of Nikademus
- Q!ZONE
- Rudolph's Magical Sleigh Ride
- Robot Arena
- Rocky Mountain Trophy Hunter
- Secret of the Silver Blades
- Skunny
- Sporting Clays
- StarCraft: Retribution
- Stargunner
- Swamp Buggy Racing
- Treasures of the Savage Frontier
- W!ZONE
- X-Men: The Ravages of Apocalypse